# Bodilis
Bodilis település Franciaországban, Finistère megyében. Lakosainak száma 1700 fő (2022. január 1.). Bodilis Landivisiau, Loc-Eguiner, Ploudiry, Plougar, Plougourvest, La Roche-Maurice és Saint-Servais községekkel határos.

## Népesség
A település népességének változása:
| Lakosok száma | 1035 | 1209 | 1222 | 1493 | 1567 | 1597 | 1609 | 1645 | 1653 | 1700 |
|               | 1968 | 1982 | 1990 | 2006 | 2013 | 2015 | 2017 | 2019 | 2020 | 2022 |